# Виткин, Эвелин
Эвелин Виткин (англ. Evelyn Maisel Witkin, урождённая Майзель; 9 марта 1921, Нью-Йорк, США — 8 июля 2023) — американский генетик, исследовала мутагенез ДНК, член Национальной академии наук США (1977). Лауреат многих престижных премий, включая такие как Национальная научная медаль США и Премия Ласкера (2015).

## Карьера
Родилась 9 марта 1921 года в Нью-Йорке, в семье Джозефа Майзеля и Мэри Левин. С 1944 работала в Лаборатории в Колд-Спринг-Харбор (Cold Spring Harbor Laboratory, или CSHL) в округе Саффолк штата Нью-Йорк. Затем работала в Бруклинском медицинском центре (Downstate Medical Center) при State University of New York (до 1971), после чего была принята профессором биологии в колледж Douglass College при Ратгерском университете, в 1979 году стала профессором генетики (Barbara McClintock Professor of Genetics) и с 1983 года работала в Waksman Institute (Rutgers University).
В 1977 году избрана академиком в Национальную академию наук США. Своим членом её избрали Американская академия искусств и наук (1978), Американская ассоциация содействия развитию науки (1980). В 1992 году подписала «Предупреждение человечеству».
В 2002 году Виткин из рук президента Джорджа Буша получила Национальную научную медаль США.
В 2015 году удостоена Премии Ласкера «За открытие и исследование процесса саморепарации ДНК, основного механизма, который защищает геномы всех живых организмов».
Её мужем был американский психолог Герман А. Виткин (1916—1979). Сын — учёный в области информатики Эндрю Виткин (1952—2010).
Умерла 8 июля 2023 года.

## Награды
Среди наград:

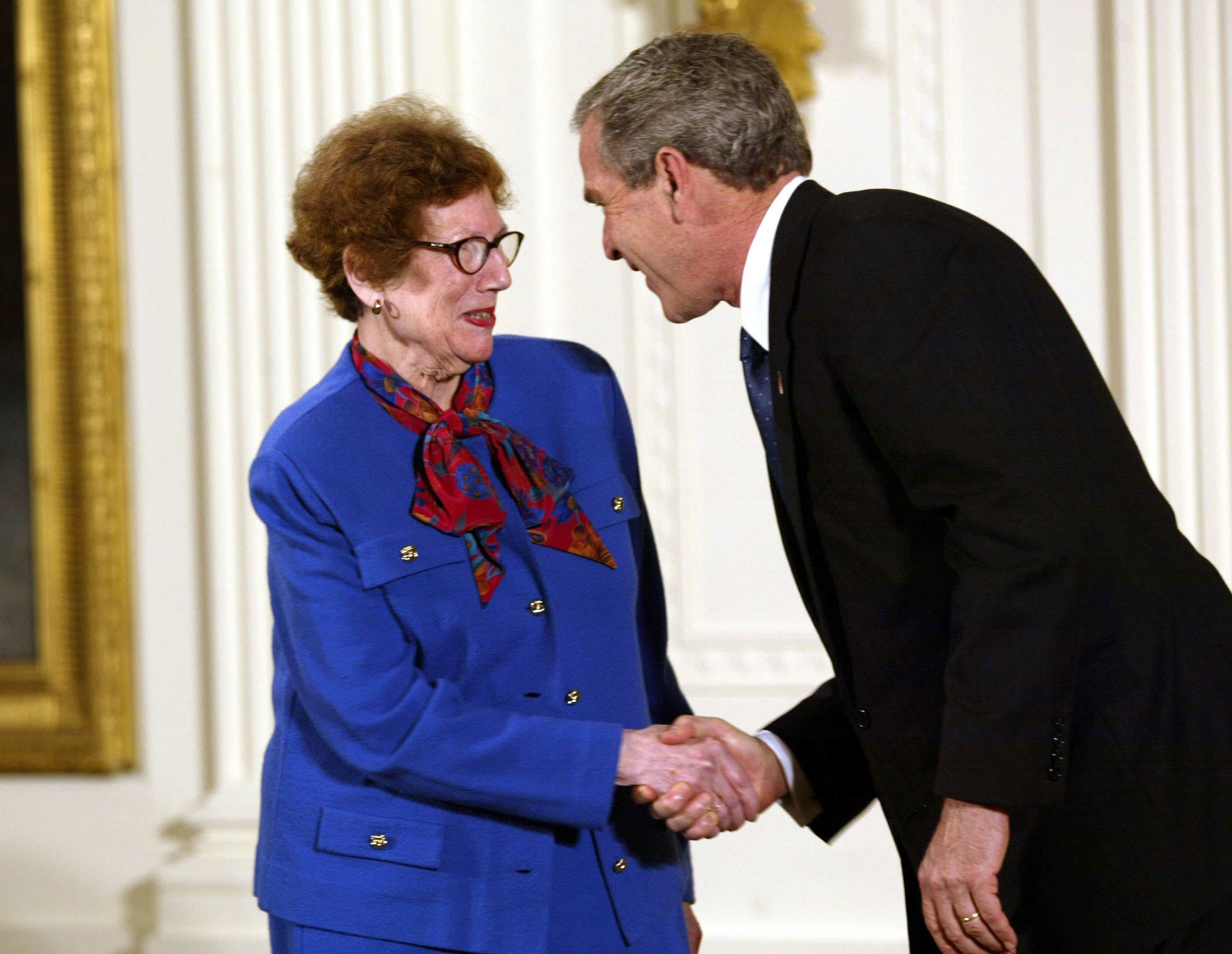
Эвелин Виткин получает Национальную научную медаль из рук Джорджа Буша (2002).

- Премия Шарля-Леопольда Майера[англ.] (1977)
- Медаль Томаса Ханта Моргана (2000)
- Национальная научная медаль США (2002)
- Премия Альберта Ласкера за фундаментальные медицинские исследования (2015)[13]
- Премия Уайли (2015)